# 死力
死力（しりょく、英: force of mortality）とは、保険数理で用いられる用語で、X 歳に達した人が次の瞬間に死亡する確率を統計的に表している。自然人だけでなく、企業が倒産する確率や夫婦が離婚する確率なども死力と呼ぶことがある。

## 概要
保険金の掛け金を推測するための重要な概念であり、保険においては死力を正確に求めることに膨大な労力を費やしている。一般的には年齢とともに上昇していくが、条件によって死亡する可能性が高くなる年代なども存在するため、必ずしも滑らかな曲線にはならない。

## 計算法
生命表では、{\displaystyle x}歳になった人間が{\displaystyle x+1}歳までに死亡する率を、{\displaystyle q_{x}}で表現する。これを、ある瞬間の時間の死亡率として捉え直すため、{\displaystyle x}歳になった人間が{\displaystyle x+\Delta x}歳までに死亡する率を、下記のように条件付き確率 {\displaystyle P_{x}(\Delta x)} として表現する。
{\displaystyle P_{x}(\Delta x)=P(x<X<x+\Delta \;x\mid \;X>x)={\frac {F_{X}(x+\Delta \;x)-F_{X}(x)}{(1-F_{X}(x))}}}
ここで、{\displaystyle F_{X}(x)} は、死亡年齢を確率変数{\displaystyle X}で表すとき、{\displaystyle x}歳までに死亡する確率を示す累積分布関数である。
上記式を、勾配を求めるために{\displaystyle \Delta x}で除算し、{\displaystyle \Delta x} を 0 に近づけることによって、死力 {\displaystyle \mu \,(x)} を得ることができる。
{\displaystyle \mu \,(x)=\lim _{\Delta x\rightarrow 0}{\frac {F_{X}(x+\Delta \;x)-F_{X}(x)}{\Delta x(1-F_{X}(x))}}={\frac {F'_{X}(x)}{1-F_{X}(x)}}}
ここで、{\displaystyle f_{X}(x)=F'_{X}(x)} とし、生存関数を {\displaystyle S(x)=1-F_{X}(x)} とすると、死力は生存関数で以下のように表現できる。
{\displaystyle \mu \,(x)={\frac {f_{X}(x)}{1-F_{X}(x)}}=-{\frac {S'(x)}{S(x)}}=-{\frac {d}{dx}}\ln[S(x)]}
死力 {\displaystyle \mu \,(x)} は、死亡年齢の確率変数 {\displaystyle X}の条件付き確率密度関数である一方で、 {\displaystyle f_{X}(x)} は条件のない確率密度関数である。そのため、{\displaystyle x} 歳までの生存関数 {\displaystyle S(x)}が与えられたとき、{\displaystyle f_{X}(x)}は、条件付き確率{\displaystyle \mu (x)}と{\displaystyle S(x)}の積となるため、死力 {\displaystyle \mu (x)} は、
{\displaystyle \mu (x)={\frac {f_{X}(x)}{S(x)}}}
と表現される。
死力 {\displaystyle \mu } を、{\displaystyle x}から{\displaystyle x+t}まで積分すると、
{\displaystyle \int _{x}^{x+t}\mu (y)\,dy\,=\int _{x}^{x+t}-{\frac {d}{dy}}\ln[S(y)]\,dy=-\ln[S(x+t)]+\ln[S(x)]}
となる。
{\displaystyle x}歳に到達した人間が、そこから{\displaystyle t}年生存する確率を、{\displaystyle S_{x}(t)={\frac {S(x+t)}{S(x)}}} と定義し、上式の両辺の負の指数をとると、
{\displaystyle S_{x}(t)=e^{-\int _{x}^{x+t}\mu (y)\,dy\,}}
となる。